# St. Vincent de Paul Church (Niagara-on-the-Lake)

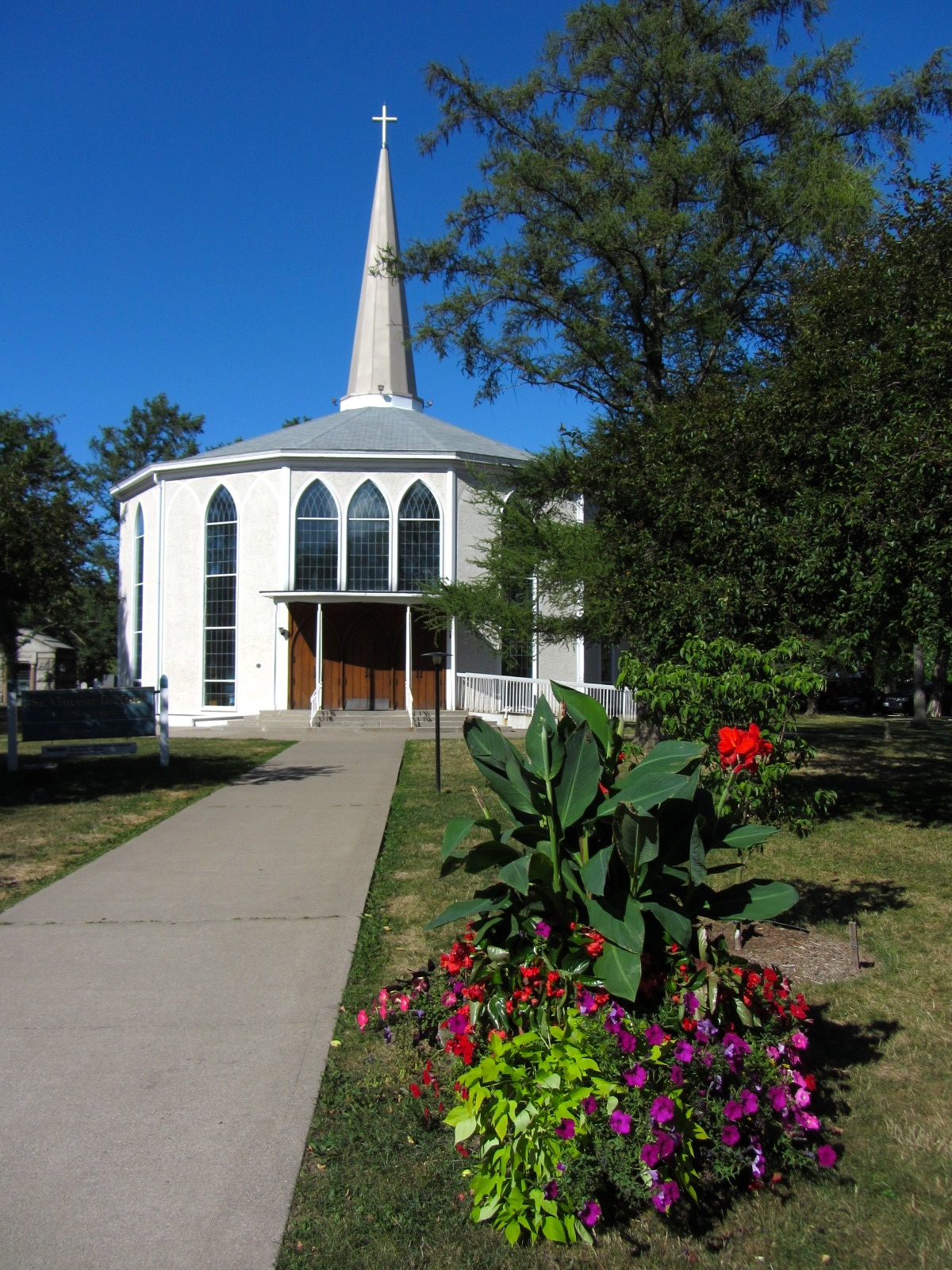
St. Vincent de Paul Church, 2012

Die St. Vincent de Paul Church ist eine römisch-katholische Kirche in Niagara-on-the-Lake, Ontario, Kanada.

## Geschichte
Die erste Gemeinde mit einem ansässigen Priester wurde 1826 auf der Niagara-Halbinsel gegründet, um der steigenden Anzahl von Katholiken in dem Gebiet Rechnung zu tragen.
Die Fachwerkkirche mit den gotischen Fenstern wurde am 9. November 1835 durch Bischof Alexander Macdonell von Kingston geweiht.
Am 25. Juli 1965 weihte der Bischof von Saint Catharines Thomas Joseph McCarthy die wiederhergestellte ursprüngliche Kirche mit dem Zwölfeck-Anbau.
Auf dem anliegenden Friedhof befindet sich eine Grabstätte für polnische Soldaten, die während des Ersten Weltkriegs im Camp Niagara ausgebildet wurden und infolge der Grippeepidemie gestorben waren.
Am 26. Januar 1976 wurde ein Antrag gestellt, die Kirche ins Ontario Heritage aufzunehmen.